# 特洛伊：木馬屠城
《特洛伊：木馬屠城》（英語：Troy）是一部於2004年上映的美國史詩戰爭電影，劇情改編自《伊里亞德》中的特洛伊戰爭，由沃爾夫岡·彼得森執導、大衛·班尼奧夫編劇。電影演出陣容網羅影壇一時之選。

## 主演
- 布萊德·彼特 飾演阿基里斯
- 艾瑞克·巴納 飾演赫克特
- 奧蘭多·布魯 飾演帕里斯
- 黛安·克魯格 飾演海倫
- 西恩·賓 飾演奧德修斯
- 布萊恩·考克斯 飾演阿伽門農
- 蘿絲·拜恩 飾演布里塞斯（英语：Briseis）
- 蓋瑞特·荷德倫 飾演帕特羅克洛斯
- 彼得·奧圖 飾演普里阿摩斯
- 布蘭頓·葛利森 飾演墨涅拉俄斯
- 泰勒·曼恩 飾演大埃阿斯

## 製作
2001年1月，伴隨著《天搖地動》的賣座票房，導演沃爾夫岡·彼得森與华纳兄弟簽下優先購片合約（first-look）。2002年3月，據報導，編劇大卫·贝尼奥夫根據《伊里亞德》改編的特洛伊戰爭題材劇本正由華納兄弟籌拍當中，彼得森有望擔任導演。2002年8月，彼得森正式簽約執導，電影預計於2003年春季開拍。彼得森在當時和華納兄弟還有《蝙蝠侠对超人》的片約，不過他選擇先拍《特洛伊：木馬屠城》。2002年9月，據報導，布萊德·彼特與艾瑞克·巴納將分別飾演兩位主角阿基里斯與赫克特，據稱彼特為了演出本片而退出了《真愛永恆》。2002年11月，奧蘭多·布魯加入飾演帕里斯。最慢才決定演員的角色是海倫，劇組費時數月選角後，在2003年4月選擇由黛安·克魯格飾演。本片於2003年4月22日開拍，費時五個月在倫敦、马耳他和墨西哥進行實地拍攝，原定預算為1.5億美元，但因許多問題而膨脹至2億美元。

## 評價
爛番茄新鮮度54%，以223條評論內容為主，平均分為6/10。而在Metacritic上得到56分，IMDB上得7.2分，好評居多。

## 外部連結
- 官方网站
- 互联网电影数据库（IMDb）上《特洛伊：木馬屠城》的资料（英文）
- AllMovie上《特洛伊：木馬屠城》的资料（英文）
- 豆瓣电影上《特洛伊：木馬屠城》的資料 （简体中文）
- 爛番茄上《特洛伊：木馬屠城》的資料（英文）
- Metacritic上《特洛伊：木馬屠城》的資料（英文）
- Box Office Mojo上《特洛伊：木馬屠城》的資料（英文）